# Grodzisko w Jaguszewicach
Grodzisko w Jaguszewicach – grodzisko położone w pobliżu Jaguszewic w powiecie brodnickim, w województwie kujawsko-pomorskim. 
Grodzisko znajduje się kilkaset metrów od koryta Lutryny. 
Grodzisko ma formę stożka ściętego o owalnej podstawie. Jego powierzchnia u podstawy wynosi 2900 m², a majdan ma powierzchnię około 600 m². Zachowana część wałów wznosi się na 9 metrów ponad otoczenie, zaś majdan znajduje się około 3 metrów poniżej korony wału..
Miejsce to było zamieszkane w okresie halsztackim, możliwe, że znajdowała się tu osada obronna kultury łużyckiej.
Badania archeologiczne doprowadziły do odkrycia pozostałości dwóch budynków mieszkalno-gospodarczych we wnętrzu grodu. Na południowy wschód od części obronnej grodu znajdowało się podgrodzie. Gród i podgrodzie były zasiedlone od połowy X wieku do początków XI wieku. Miejsce zostało ponownie zasiedlone i ufortyfikowane w XII wieku.